# Komenda Rejonu Uzupełnień Małkinia

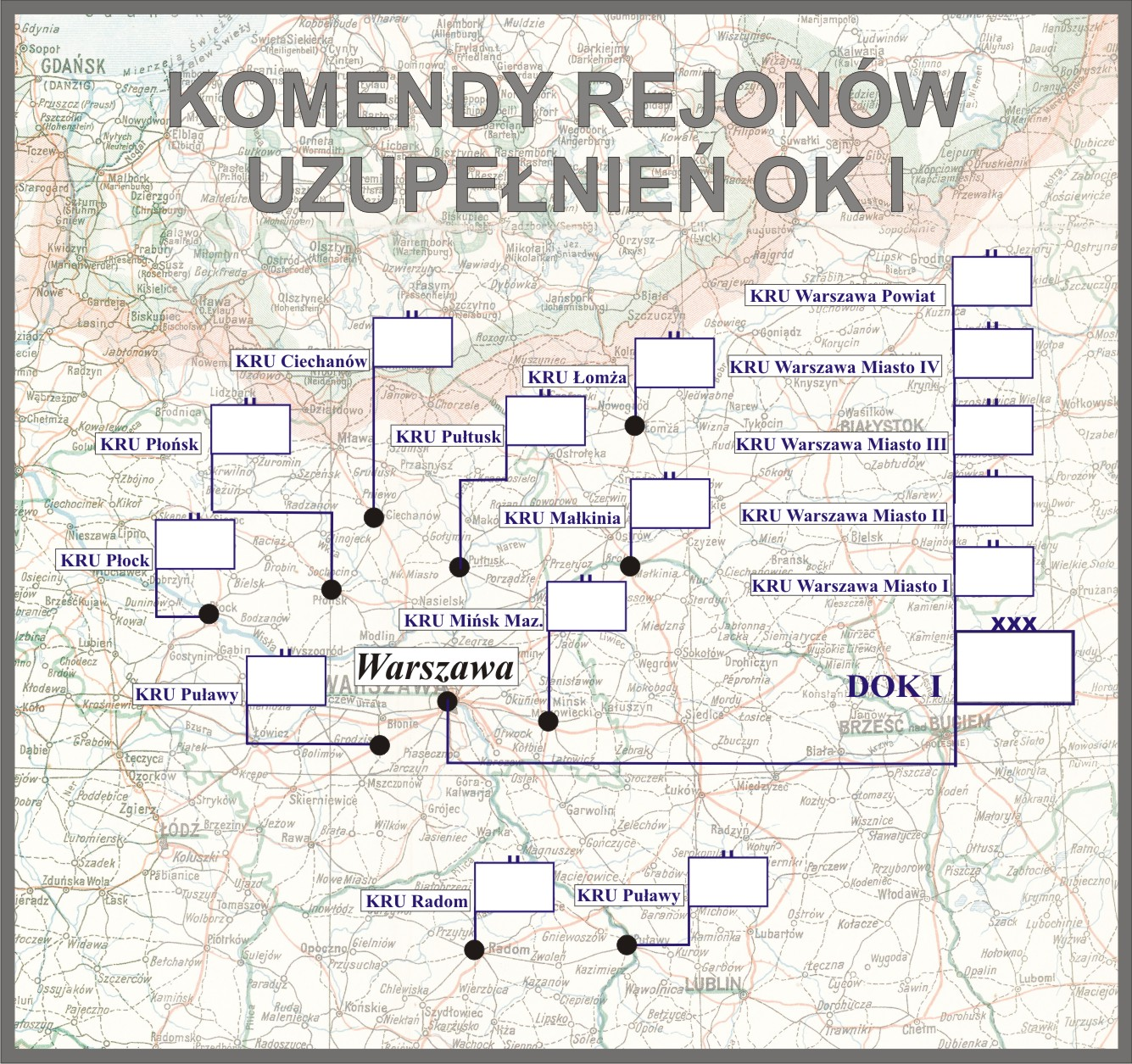
Komendy rejonów uzupełnień OK I

Komenda Rejonu Uzupełnień Małkinia (KRU Małkinia) – organ wojskowy właściwy w sprawach uzupełnień Sił Zbrojnych II Rzeczypospolitej i administracji rezerw w powierzonym mu rejonie.

## Historia komendy
We wrześniu 1919 roku na terytorium Okręgu Generalnego Lublin utworzono Powiatową Komendę Uzupełnień 15 pułku w Ostrowi Łomżyńskiej. PKU 15 pp podlegała Dowództwu OGen. Lublin w Lublinie i obejmowała swoją właściwością powiaty: ostrowski, wysokomazowiecki i węgrowski. Powiaty ostrowski i wysokomazowiecki zostały wyłączone z PKU Łomża, natomiast powiat węgrowski z PKU Siedlce .
15 listopada 1921 roku, po wprowadzeniu podziału kraju na dziesięć okręgów korpusów oraz wprowadzeniu pokojowej organizacji służby poborowej, dotychczasowa PKU 15 pp otrzymała nazwę „Powiatowa Komenda Uzupełnień Ostrów Łomżyński” i została podporządkowana Dowództwu Okręgu Korpusu Nr I w Warszawie. PKU Ostrów Łomżyński obejmowała swoją właściwością powiaty: ostrowski i węgrowski oraz powiat sokołowski wyłączony z PKU 22 pp w Siedlcach. Dotychczasowy powiat wysokomazowiecki został włączony do PKU Białystok. W każdym z miast powiatowych rezydował oficer ewidencyjny.
18 listopada 1924 roku weszła w życie ustawa z dnia 23 maja 1924 roku o powszechnym obowiązku służby wojskowej, a 15 kwietnia 1925 roku rozporządzenie wykonawcze ministra spraw wojskowych do tejże ustawy, wydane 21 marca tego roku wspólnie z ministrami: spraw wewnętrznych, zagranicznych, sprawiedliwości, skarbu, kolei, wyznań religijnych i oświecenia publicznego, rolnictwa i dóbr państwowych oraz przemysłu i handlu. Wydanie obu aktów prawnych wiązało się z przejęciem przez władze cywilne (administracji I instancji) większości zadań związanych z przygotowaniem i przeprowadzeniem poboru. Przekazanie większości zadań władzom cywilnym umożliwiło organom służby poborowej zajęcie się wyłącznie racjonalnym rozdziałem rekruta oraz ewidencją i administracją rezerw. Do tych zadań dostosowana została organizacja wewnętrzna powiatowych komend uzupełnień i ich składy osobowe. Poszczególne komendy różniły się między sobą składem osobowym w zależności od wielkości administrowanego terenu.
Zadania i nowa organizacja PKU określone zostały w wydanej 27 maja 1925 roku instrukcji organizacyjnej służby poborowej na stopie pokojowej. W skład PKU Ostrów Łomżyński wchodziły dwa referaty: I) referat administracji rezerw i II) referat poborowy. Nowa organizacja i obsada służby poborowej na stopie pokojowej według stanów osobowych L. O. I. Szt. Gen. 3477/Org. 25 została ogłoszona 4 lutego 1926 roku. Z tą chwilą zniesione zostały stanowiska oficerów ewidencyjnych.
12 marca 1926 roku została ogłoszona obsada personalna Przysposobienia Wojskowego, zatwierdzona rozkazem Dep. I L. 6000/26 przez pełniącego obowiązki szefa Sztabu Generalnego gen. dyw. Edmunda Kesslera, w imieniu ministra spraw wojskowych. Zgodnie z nową organizacją pokojową Przysposobienia Wojskowego zostały zlikwidowane stanowiska oficerów instrukcyjnych przy PKU, a w ich miejsce utworzone rozkazem Oddz. I Szt. Gen. L. 7600/Org. 25 stanowiska oficerów przysposobienia wojskowego w pułkach piechoty.
Od 1926 roku, obok ustawy o powszechnym obowiązku służby wojskowej i rozporządzeń wykonawczych do niej, działalność PKU Ostrów Łomżyńska normowała „Tymczasowa instrukcja służbowa dla PKU”, wprowadzona do użytku rozkazem MSWojsk. Dep. Piech. L. 100/26 Pob.
13 marca 1928 roku minister spraw wojskowych wydał rozkaz B. Og. Org. 980 Org. w sprawie przeniesienia PKU Ostrów Mazowiecka do Małkini i zmiany nazwy na PKU Małkinia. Termin przeniesienia miał ustalić dowódca Okręgu Korpusu Nr I.
W marcu 1930 roku PKU Małkinia była nadal podporządkowana Dowództwu Okręgu Korpusu Nr I w Warszawie i administrowała powiatami: ostrowskim, węgrowskim i sokołowskim. W grudniu tego roku komenda posiadała skład osobowy typ II.
31 lipca 1931 roku gen. dyw. Kazimierz Fabrycy, w zastępstwie ministra spraw wojskowych, rozkazem B. Og. Org. 4031 Org. wprowadził zmiany w organizacji służby poborowej na stopie pokojowej. Zmiany te polegały między innymi na zamianie stanowisk oficerów administracji w PKU na stanowiska oficerów broni (piechoty) oraz zmniejszeniu składu osobowego PKU typ I–IV o jednego oficera i zwiększeniu o jednego urzędnika II kategorii. Liczba szeregowych zawodowych i niezawodowych oraz urzędników III kategorii i niższych funkcjonariuszy pozostała bez zmian.
1 lipca 1938 roku weszła w życie nowa organizacja służby uzupełnień, zgodnie z którą dotychczasowa PKU Małkinia została przemianowana na Komendę Rejonu Uzupełnień Małkinia przy czym nazwa ta zaczęła obowiązywać 1 września 1938 roku, z chwilą wejścia w życie ustawy z dnia 9 kwietnia 1938 roku o powszechnym obowiązku wojskowym. Obok wspomnianej ustawy i rozporządzeń wykonawczych do niej, działalność KRU Małkinia normowały przepisy służbowe MSWojsk. D.D.O. L. 500/Org. Tjn. Organizacja służby uzupełnień na stopie pokojowej z 13 czerwca 1938 roku. Zgodnie z tymi przepisami komenda rejonu uzupełnień była organem wykonawczym służby uzupełnień .
Komendant Rejonu Uzupełnień w sprawach dotyczących uzupełnień Sił Zbrojnych i administracji rezerw podlegał bezpośrednio dowódcy Okręgu Korpusu Nr I, który był okręgowym organem kierowniczym służby uzupełnień. Rejon uzupełnień nie uległ zmianie i nadal obejmował powiaty: ostrowski, węgrowski i sokołowski.

## Obsada personalna
Poniżej przedstawiono wykaz oficerów zajmujących stanowisko komendanta Powiatowej Komendy Uzupełnień i komendanta rejonu uzupełnień oraz wykaz osób funkcyjnych (oficerów i urzędników wojskowych) pełniących służbę w PKU Ostrów Łomżyńska oraz PKU i KRU Małkinia, z uwzględnieniem najważniejszych zmian organizacyjnych przeprowadzonych w 1926 i 1938 roku.
| Komendanci                              | Komendanci                | Komendanci                                |
| --------------------------------------- | ------------------------- | ----------------------------------------- |
| Stopień, imię i nazwisko                | Okres pełnienia funkcji   | Kolejne stanowisko służbowe (dalsze losy) |
| tyt. płk piech. Bronisław Kapliński     | był w VIII 1922 – II 1926 | dyspozycja dowódcy OK I                   |
| mjr / ppłk piech. Franciszek Siłakowski | II 1926 – I 1928          | dyspozycja dowódcy OK I                   |
| ppłk piech. Rajmund Rada                | IV 1928 – 28 II 1929      | stan spoczynku                            |
| mjr piech. Witold Ryszard Borysewicz    | III 1929 – 30 IV 1933     | stan spoczynku                            |
| mjr piech. Eugeniusz Ignacy Łepkowski   | VI 1933 – VII 1935        | dyspozycja dowódcy OK I                   |
| mjr piech. Adam Wilczyński              | VIII 1935 – IX 1939       | dowódca batalionu „Wilk”                  |

| Obsada pozostałych stanowisk funkcyjnych PKU w latach 1919–1920 | Obsada pozostałych stanowisk funkcyjnych PKU w latach 1919–1920 | Obsada pozostałych stanowisk funkcyjnych PKU w latach 1919–1920 | Obsada pozostałych stanowisk funkcyjnych PKU w latach 1919–1920 |
| --------------------------------------------------------------- | --------------------------------------------------------------- | --------------------------------------------------------------- | --------------------------------------------------------------- |
| zastępca komendanta                                             | kpt. Roman Żmudzki                                              | 11 IX 1919 – 5 II 1920                                          | 43 pp                                                           |
| zastępca komendanta                                             | kpt. Roman Krzyżanowski                                         | od I 1920                                                       |                                                                 |
|                                                                 | ppor. Jan Czajewicz                                             | do 5 II 1920                                                    | PKU 36 pp                                                       |
| oficer ewidencyjny na powiat ostrowski                          | urzędnik wojsk. XI rangi Franciszek Ungeheuer                   | od 5 II 1920                                                    |                                                                 |
| Obsada pozostałych stanowisk funkcyjnych PKU w latach 1921–1925 |                                                                 |                                                                 |                                                                 |
| I referent                                                      | por. piech. Stanisław Stomma                                    | 1923 – X 1925                                                   | II referent                                                     |
| I referent                                                      | mjr piech. Stanisław Jaster                                     | X 1925 – II 1926                                                | kierownik I referatu PKU Mińsk Mazowiecki                       |
| II referent                                                     | urzędnik wojsk. XI rangi / por. kanc. Władysław Kandybowicz     | do X 1925                                                       | młodszy referent                                                |
| II referent                                                     | por. piech. Stanisław Stomma                                    | X 1925 – II 1926                                                | kierownik II referatu                                           |
| młodszy referent                                                | por. kanc. Władysław Kandybowicz                                | X 1925 – II 1926                                                | referent                                                        |
| młodszy referent                                                | por. kanc. Władysław Kandybowicz                                |                                                                 |                                                                 |
| oficer instrukcyjny                                             | kpt. piech. Stefan Steblecki                                    | 1923 – 1924                                                     |                                                                 |
| oficer ewidencyjny na powiat ostrowski                          | urzędnik wojsk. XI rangi / por. kanc. Franciszek I Ungeheuer    | 1923 – 1924                                                     |                                                                 |
| oficer ewidencyjny na powiat sokołowski                         | urzędnik wojsk. XI rangi / por. kanc. Stanisław Bugaj           | 1923 – 1924                                                     |                                                                 |
| oficer ewidencyjny na powiat węgrowski                          | urzędnik wojsk. XI rangi Józef Gilewicz                         | 1923                                                            |                                                                 |
| oficer ewidencyjny na powiat węgrowski                          | chor. Michał Watrach                                            | od II 1925                                                      |                                                                 |
| Obsada pozostałych stanowisk funkcyjnych PKU w latach 1926–1938 |                                                                 |                                                                 |                                                                 |
| kierownik I referatu                                            | mjr piech. Witold Ryszard Borysewicz                            | IV 1928 – III 1929                                              | komendant PKU                                                   |
| kierownik I referatu                                            | mjr art. Adam Rudolf Machnowski                                 | III – VIII 1929                                                 | dyspozycja dowódcy OK I                                         |
| kierownik I referatu                                            | kpt. piech. Lubomir Jerzy Szychulski                            | IX 1930 – VII 1935                                              | dyspozycja dowódcy OK I                                         |
| kierownik I referatu                                            | kpt. piech. Mieczysław Józef Różycki                            | VIII 1935 – VI 1938                                             | kierownik I referatu KRU                                        |
| kierownik II referatu                                           | por. piech. Stanisław Stomma                                    | od II 1926                                                      |                                                                 |
| kierownik II referatu                                           | por. kanc. Stanisław Bugaj                                      | był w 1928 – VIII 1929                                          | dyspozycja dowódcy OK I                                         |
| kierownik II referatu                                           | kpt. piech. Lubomir Jerzy Szychulski                            | XII 1929 – IX 1930                                              | kierownik I referatu                                            |
| kierownik II referatu                                           | por. kanc. Władysław Kandybowicz                                | IX 1930 – 31 XII 1933                                           | stan spoczynku                                                  |
| kierownik II referatu                                           | kpt. art. Stanisław I Janicki                                   | I – 30 XI 1934                                                  | stan spoczynku                                                  |
| referent                                                        | por. kanc. Władysław Kandybowicz                                | II 1926 – IX 1930                                               | kierownik II referatu                                           |
| Obsada pozostałych stanowisk funkcyjnych KRU w latach 1938–1939 |                                                                 |                                                                 |                                                                 |
| kierownik I referatu ewidencji                                  | kpt. piech. Mieczysław Józef Różycki                            | 1938 – 1939                                                     |                                                                 |
| kierownik II referatu uzupełnień                                | kpt. adm. (piech.) Piotr Marcinkiewicz                          | 1939                                                            | w niemieckiej niewoli                                           |